# Tristan Taormino
Tristan Taormino (Syosset, 9 de mayo de 1971) es una activista feminista estadounidense que se desempeña como escritora, columnista, educadora sexual, locutora, directora y actriz de cine pornográfico.

## Infancia y juventud
Tristan Taormino es la única hija de Judith Bennett Pynchon y William J. Taormino. Del lado de la madre de su familia, Taormino es descendiente de William Pynchon, uno de los primeros colonos angloamericanos. También es sobrina del autor Thomas Pynchon. Sus padres se divorciaron antes de que Tristan cumpliera dos años, cuando su padre salió del clóset revelando su orientación gay. Fue criada principalmente por su madre en Long Island. Mantuvo una relación cercana con su padre Bill Taormino, quien murió de SIDA en 1995. Taormino asistió a la preparatoria Sayville en Long Island y fue salutatoria de su clase de graduación. Se graduó de Phi Beta Kappa con una licenciatura en estudios americanos en la Universidad de Wesleyana en 1993.

## Carrera

### Literatura
Taormino is autora de siete libros, en los cuales se destaca The Ultimate Guide to Anal Sex for Women (Guía Definitiva del Sexo Anal para Mujeres), ganador del Premio Firecracker Book. Ha editado antologías, como Best Lesbian Erotica (Lo Mejor del Erotismo Lésbico), entre 1996 y 2009, ganadora del Premio Literario Lambda.
Fue columnista de The Village Voice entre 1999 y 2008, donde escribió la columna sexual quincenal "Pucker Up" (equivalente a "hacer trompita"). En versión impresa del semanario, su columna aparecía frente a la columna de Dan Savage, Savage Love (equivalente a "Amor Salvaje" jugando con el apellido del autor). Popularizó y redefinió el término "heterosexual queer" en su columna de 1995 "Queer heterosexual", definiéndola del siguiente modo: 

En algunos casos, se basa en que uno o ambos socios tienen expresiones de género no tradicionales ... o trabajan activamente en contra de sus roles de género asignados. Algunos heterosexuales queer están fuertemente alineados con la comunidad, cultura, política y comunidad queer, pero sienten amor y lujuria por personas de un género diferente. También considero a personas que adoptan modelos alternativos de sexualidad y relaciones queer (poliamor, BDSM, travestismo), ya que etiquetarlos como "heterosexuales", teniendo en cuenta sus elecciones de estilo de vida, parece inapropiado.
Tristan Taormino

Dejó The Village Voice en 2008. Escribió "La Asesora Anal" para la revista Hustler's Taboo desde 1999, y fue columnista también de Velvetpark. Fue editora de On Our Backs, la revista de sexo lésbico más antigua de Estados Unidos.

### Educación
Taormino ha dado conferencias en muchos colegios y universidades, donde habla sobre temas de gays y lesbianas, sexualidad, género y feminismo. Algunas de sus apariciones en la universidad han suscitado controversia, como en la Universidad de Carolina del Norte en Greensboro en 2004, Princeton, y la Universidad Estatal de Oregón en 2011, donde los administradores la invitaron como conferenciante-ponente en la Modern Sex Conference. Hubo un gran alboroto en Internet, y muchos acusaron a OSU de prejuicio contra el sexo. El incidente recibió la atención de los medios nacionales. Finalmente, los estudiantes recaudaron fondos y la volvieron a invitar ellos mismos.

### Cine y televisión

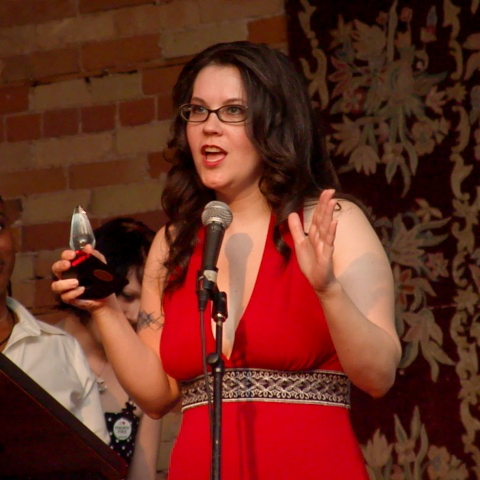
Taormino recibiendo el Premio Porno Feminista, por su obra Chemistry (2007).

Taormino presentó el programa de televisión Sexology 101 en The Burly Bear Network en 2001, una red de televisión por cable propiedad de Broadne Video de Lorne Michaels. Se presentó como experta y panelista en el programa Ricki Lake durante dos temporadas en 2002 y 2003. En 2003, firmó un acuerdo para desarrollar un programa llamado The Naughty Show (El Show Travieso) con MTV Networks, donde se desempeñaba como presentadora y productora, llegando a transmitirse el piloto. Ha aparecido como experta en temas de sexo, relaciones erótico-amorosas, feminismo, pornografía, relaciones no monogámicas y LGBT en los programas de Melissa Harris-Perry y Joy Behar (Say Anything), Real Sex en HBO, The Howard Stern Show , Ricki Lake, MTV y otros programas de televisión.
Taormino trabajó con Spike Lee como asesora de guiones y con el elenco en el set, en su película de 2004 She Hate Me. En 2006, apareció como "sextra" en la película de John Cameron Mitchell, Shortbus, participando en una orgía no simulada que fue filmada para la película. (Su presencia es confirmada por el director en el comentario del DVD). También apareció en el documental de 2003 de Becky Goldberg, Hot and Bothered: Feminist Pornography (Caliente y molesta: pornografía feminista) y en Mr. Angel, documental sobre Buck Angel lanzado en 2013.
Taormino se dedica también a la fotografía pornográfica feminista. Hizo dos videos basados en su libro The Ultimate Guide to Anal Sex for Women (Guía Definitiva al Sexo Anal para Mujeres). El primero (1999) fue codirigido por Buttman (John Stagliano) y Ernest Greene. El segundo (2001) fue dirigido por ella misma. En ambos videos participa también en las actividades sexuales en pantalla. Posteriormente dirigió la Tristan Taormino's House of Ass (La Casa del Culo de Tristan Taormino) para Adam & Eve, que muestra una serie de "estrellas porno" (de famosas a desconocidas) que interactúan sin un guion. En 2006 dirigió Chemistry, que es la primera de una serie de cuatro películas completas "detrás de escena" donde los artistas eligen con quién tienen relaciones sexuales, qué hacen, dónde y cuándo.

## Identidad sexual
Taormino dice ha dicho sobre su sexualidad:

Realmente no me identifico con la etiqueta 'bisexual', ni siento que me describa con precisión ... Me veo a mí misma como queer (rara), ya que para mí no es solo a quién amo o lujuria, sino que se trata de mi cultura, mi comunidad y mi política. La verdad es que, incluso si estuviera con un chico heterosexual, yo sería una tortillera queer.

En otra oportunidad rechazó la categoría 'bisexual' para sí misma, por ser "demasiado polarizante". Es defensora del poliamor sin que ello haya significado estar en contra del matrimonio para personas honosexuales:

Apoyo que se legalice el matrimonio homosexual en todos los estados. Sin embargo, creo que es lamentable que en algunos casos los opositores al matrimonio homosexual hayan usado el tema contra el poliamor.

## Libros escritos
- The Ultimate Guide to Anal Sex for Women (Cleis Press, 1997/2006) ISBN 1-57344-028-0 – winner of a Firecracker Book Award and named Amazon.com's No. 1 Bestseller in Women's Sex Instruction in 1998. Second edition was released in February 2006, ISBN 978-1-57344-221-3
- Pucker Up: A Hands-on Guide to Ecstatic Sex (ReganBooks, 2001) – re-issued in paperback as Down and Dirty Sex Secrets (2003) ISBN 0-06-098892-4
- True Lust: Adventures in Sex, Porn and Perversion (Cleis Press, 2002) ISBN 1-57344-157-0
- Opening Up: Creating and Sustaining Open Relationships (Cleis Press, 2008) ISBN 978-1-57344-295-4
- The Anal Sex Position Guide: The Best Positions for Easy, Exciting, Mind-Blowing Pleasure (Quiver, 2009) ISBN 978-1-59233-356-1
- The Big Book of Sex Toys (Quiver, 2010) ISBN 1-59233-355-9
- Secrets of Great G-Spot Orgasms and Female Ejaculation (Quiver, 2011) ISBN 1-59233-456-3
- 50 Shades of Kink: An Introduction to BDSM (Cleis Press, 2012) ISBN 978-1-62778-030-8

### como editora
- Pucker Up: the zine with a mouth that's not afraid to use it (Black Dog Productions, 1995–?) publisher and editor
- Best Lesbian Erotica (Cleis Press, 1996–2009) as Series Editor
- Ritual Sex (Rhinoceros Books, 1996) coeditor
- A Girl's Guide to Taking Over the World: Writings from the Girl Zine Revolution (St. Martin's Press, 1997) coeditor
- Hot Lesbian Erotica (Cleis Press, 2005) editor
- Best Lesbian Bondage Erotica (Cleis Press, 2007) editor
- Sometimes She Lets Me: Best Butch/Femme Erotica (Cleis Press, 2010) editor
- Take Me There: Trans and Genderqueer Erotica (Cleis Press, 2011) editor ISBN 978-1-57344-720-1
- The Ultimate Guide To Kink: BDSM, Role Play and the Erotic Edge (Cleis Press, 2012) editor ISBN 978-1-57344-779-9
- Stripped Down: Lesbian Sex Stories (Cleis Press, 2012) editor ISBN 978-1-57344-794-2
- The Feminist Porn Book: The Politics of Producing Pleasure (Feminist Press, 2013) coeditor ISBN 978-1-55861-818-3
- When She Was Good: Best Lesbian Erotica (Cleis Press, 2014) editor ISBN 978-1-62778-069-8

### Artículos periodísticos
- Taormino, Tristan (2006). «The danger of protecting our children: government porn regulation threatens alternative representations and doesn't save kids». Yale Journal of Law and Feminism (Yale Law School) 18 (1): 277-282. Pdf.
- Voss, Georgina (January 2014). «Tristan Taormino interviewed by Georgina Voss». Porn Studies 1 (1–2): 203-205. doi:10.1080/23268743.2014.888257.

## Videos
- Tristan Taormino's The Ultimate Guide to Anal Sex for Women (Evil Angel, 1997) director/producer/performer
- Ecstatic Moments (Pacific Media Entertainment, 1999) performer
- Tristan Taormino's Ultimate Guide to Anal Sex for Women 2 (Evil Angel, 2000) director/producer/performer
- Tristan Taormino's House of Ass (Adam & Eve, 2006) director/producer
- Tristan Taormino's Chemistry (Vivid / Smart Ass Productions, 2006) director/producer
- Tristan Taormino's Chemistry, Vol. 2 (Vivid / Smart Ass Productions, 2007) director/producer
- Tristan Taormino's Chemistry, Vol. 3 (Vivid / Smart Ass Productions, 2007) director/producer
- Tristan Taormino's Chemistry, Vol. 4: The Orgy Edition (Vivid / Smart Ass Productions, 2008) director/producer
- Tristan Taormino's Expert Guide to Anal Sex (Vivid-Ed / Smart Ass Productions, 2007) writer/director/producer/host
- Tristan Taormino's Expert Guide to Oral Sex, Part 1: Cunnilingus (Vivid-Ed / Smart Ass Productions, 2007) writer/director/producer
- Tristan Taormino's Expert Guide to Oral Sex, Part 2: Fellatio (Vivid-Ed / Smart Ass Productions, 2007) writer/director/producer/host
- Tristan Taormino's Expert Guide to the G-Spot (Vivid-Ed / Smart Ass Productions, 2008) writer/director/producer/host
- Tristan Taormino's Expert Guide to Anal Pleasure for Men (Vivid-Ed / Smart Ass Productions, 2009) writer/director/producer/host
- Penny Flames's Expert Guide to Hand Jobs for Men and Women (Vivid-Ed / Smart Ass Productions, 2009) writer/director/producer
- Tristan Taormino's Rough Sex (Vivid / Smart Ass Productions, 2009) director/producer
- Penny Flames's Expert Guide to Rough Sex (Vivid-Ed / Smart Ass Productions, 2009) co-writer/co-director/executive producer
- Midori's Expert Guide to Sensual Bondage (Vivid-Ed / Smart Ass Productions, 2009) director/executive producer
- Tristan Taormino's Rough Sex 2 (Vivid / Smart Ass Productions, 2010) director/producer
- Tristan Taormino's Rough Sex 3: Adrianna's Dangerous Mind (Vivid / Smart Ass Productions, 2010) director/producer
- Tristan Taormino's Expert Guide to Advanced Fellatio (Vivid-Ed / Smart Ass Productions, 2010) writer/director/producer/host
- Tristan Taormino's Expert Guide to Female Orgasms (Vivid-Ed / Smart Ass Productions, 2010) writer/director/producer/host
- Tristan Taormino's Expert Guide to Advanced Anal Sex (Vivid-Ed / Smart Ass Productions, 2011) writer/director/producer/host
- Tristan Taormino's Expert Guide to Pegging: Strap-on Anal Sex for Couples (Vivid-Ed / Smart Ass Productions, 2012) writer/director/producer/host
- Tristan Taormino's Expert Guide to Female Ejaculation (Vivid-Ed / Smart Ass Productions, 2012) writer/director/producer/host
- Tristan Taormino's Expert Guide to Kinky Sex for Couples (Adam & Eve Pictures / Smart Ass Productions, 2013) writer/director/producer/host

## Premios
| Año  | Ceremonia                    | Resultado | Premio/ Categoría                                       | Libro/Film                                                 |
| ---- | ---------------------------- | --------- | ------------------------------------------------------- | ---------------------------------------------------------- |
| 2003 | Premio Lambda de Literatura  | Ganadora  | Erótica Lésbica                                         | Mejor Erótica Lésbica 2003                                 |
| 2004 | Premio Lambda de Literatura  | Ganadora  | Erótica Lésbica                                         | Mejor Erótica Lésbica 2004                                 |
| 2006 | Premio Porno Feminista       | Ganadora  | n/a                                                     | "House of Ass"                                             |
| 2007 | AVN Award                    | Ganadora  | Mejor Estreno Inusual (Best Gonzo Release)              | Chemistry                                                  |
| 2007 | Premio Porno Feminista       | Ganadora  | Escena de Sexo Inusual más Hot & Elenco Diverso más Hot | Chemistry                                                  |
| 2007 | Adam Film World Award        | Ganadora  | Mejor Película de Parejas                               | Chemistry                                                  |
| 2007 | AVN Award                    | Nominada  | Mejor Escena de Sexo Oral                               | Chemistry                                                  |
| 2008 | Premio Porno Feminista       | Ganadora  | Mejor Maestra de Escuela Obscena del Año                | Tristan Taormino's Expert Guide to Oral Sex 1 & 2          |
| 2008 | AVN Award                    | Nominada  | Mejor Escena de Tema Anal                               | Tristan Taormino's Expert Guide to Anal Sex                |
| 2008 | AVN Award                    | Nominada  | Mejor Director/a                                        | Chemistry 3                                                |
| 2008 | AVN Award                    | Nominada  | Mejor Estreno de tema oral                              | Tristan Taormino's Expert Guide to Oral Sex 1: Cunnilingus |
| 2009 | AVN Award                    | Ganadora  | Mejor Estreno educativo                                 | Tristan Taormino's Expert Guide to Oral Sex 2: Fellatio    |
| 2009 | AVN Award                    | Nominada  | Mejor Estreno Educativo                                 | Tristan Taormino's Expert Guide to the G-Spot              |
| 2009 | AVN Award                    | Nominada  | Mejor Escena de Sexo Oral                               | Tristan Taormino's Expert Guide to Oral Sex 2: Fellatio    |
| 2009 | AVN Award                    | Nominada  | Mejor Serie Inusual                                     | Chemistry                                                  |
| 2010 | Premio Porno Feminista       | Ganadora  | Premio Trailblazer                                      |                                                            |
| 2010 | Premio Porno Feminista       | Ganadora  | Maestra de Escuela Obscena del Año                      | Tristan Taormino's Expert Guide to Anal Pleasure for Men   |
| 2010 | AVN Award                    | Ganadora  | Mejor Estreno Inusual                                   | Tristan Taormino's Expert Guide to Threesomes              |
| 2010 | AVN Award                    | Nominada  | Mejor Estreno Educativo                                 | Midori's Expert Guide to Sensual Bondage                   |
| 2010 | AVN Award                    | Nominada  | Mejor Estreno Educativo                                 | Penny Flame's Expert Guide to Rough Sex                    |
| 2010 | AVN Award                    | Nominada  | Mejor Estreno Educativo                                 | Tristan Taormino's Expert Guide to Anal Pleasure for Men   |
| 2010 | AVN Award                    | Nominada  | Mejor Estreno Especial, Otros Géneros                   | Rough Sex                                                  |
| 2010 | Premio Porno Feminista       | Nominada  | n/a                                                     | Rough Sex                                                  |
| 2010 | Premio Porno Feminista       | Nominada  | n/a                                                     | Penny Flame's Expert Guide to Rough Sex                    |
| 2010 | Premio Porno Feminista       | Nominada  | n/a                                                     | Tristan Taormino's Expert Guide to Threesomes              |
| 2011 | Premio Lambda de Literatura  | Ganadora  | Erótica Lésbica                                         | Sometimes She Lets Me: Best Butch/Femme Erotica            |
| 2011 | Premios NLA Samois Anthology | Ganadora  | Erótica Lésbica                                         | Sometimes She Lets Me: Best Butch/Femme Erotica            |
| 2011 | Premio Porno Feminista       | Ganadora  | Película BDSM Más Hot                                   | Rough Sex 2                                                |
| 2011 | AVN Award                    | Ganadora  | Mejor Estreno Educativo                                 | Tristan Taormino's Expert Guide to Advanced Fellatio       |
| 2011 | AVN Award                    | Nominada  | Mejor Estreno de Vignette                               | Rough Sex 2                                                |
| 2011 | AVN Award                    | Nominada  | Mejor Escena de Sexo de Parejas                         | Rough Sex 2                                                |
| 2011 | AVN Award                    | Nominada  | Most Outrageous Sex Scene                               | Rough Sex 2                                                |
| 2011 | Premio Porno Feminista       | Nominada  | n/a                                                     | Tristan Taormino's Expert Guide to Female Orgasms          |
| 2012 | Premio Lambda de Literatura  | Ganadora  | Ficción Transgénero                                     | Take Me There: Trans and Genderqueer Erotica               |
| 2012 | Premio Porno Feminista       | Ganadora  | Maestra de Escuela Obscena del Año                      | Tristan Taormino's Expert Guide to Advanced Anal Sex       |
| 2012 | AVN Award                    | Nominada  | Mejor Estreno Educativo                                 | Tristan Taormino's Expert Guide to Advanced Anal Sex       |
| 2012 | AVN Award                    | Nominada  | Mejor Estreno Educativo                                 | Tristan Taormino's Expert Guide to Female Orgasms          |
| 2012 | AVN Award                    | Nominada  | Best Group Sex Scene                                    | Rough Sex 3: Adrianna's Dangerous Mind                     |
| 2012 | AVN Award                    | Nominada  | Mejor Escena de Sexo Anal                               | Rough Sex 3: Adrianna's Dangerous Mind                     |
| 2012 | AVN Award                    | Nominada  | Mejor Escena de Sexo Three-Way                          | Rough Sex 3: Adrianna's Dangerous Mind                     |
| 2012 | AVN Award                    | Nominada  | Mejor Estreno Vignette                                  | Rough Sex 3: Adrianna's Dangerous Mind                     |
| 2012 | AVN Award                    | Nominada  | Mejor Director/a, Non-Feature                           | Rough Sex 3: Adrianna's Dangerous Mind                     |
| 2013 | Premio Porno Feminista       | Ganadora  | Mejor Maestra de Escuela Obscena del Año                | Tristan Taormino's Expert Guide to Pegging                 |
| 2013 | AVN Award                    | Nominada  | Mejor Estreno Educativo                                 | Tristan Taormino's Expert Guide to Pegging                 |